# Gallaway
Gallaway – obszar niemunicypalny w hrabstwie Mendocino, w Kalifornii (Stany Zjednoczone), na wysokości 27 m.